# TVP ABC
TVP ABC ist der Name des Spartenprogramms für Kinder des Polnischen Fernsehens Telewizja Polska (TVP). Es nahm am 15. Februar 2014 seinen Betrieb auf.

## Profil
Das Programm richtet sich mit Kinderfilmen, Zeichentrickserien und kindgerechten Magazinsendungen an Kinder der Altersgruppe zwischen vier und zwölf Jahren. Zur erweiterten Zielgruppe gehören Eltern und Pädagogen. Der Selbstanspruch des Betreibers beschreibt ein „attraktives und wertvolles Programm“, das sich an den Bedürfnissen der Zielgruppe ausrichten, aber auch einem pädagogischen und kulturellen Anspruch gerecht werden soll.
Der TVP-Spartenkanal wurde im Januar 2013 als digitales Angebot angekündigt. Der Vorstand des polnischen Fernsehens beantragte beim Nationalen Rundfunkrat (KRRiT) eine DVB-T-Lizenz und konnte sich damit gegen Turner Broadcasting System und die Sender Cartoon Network und Boomerang, sowie gegen Polsat Kids durchsetzen.

## Verbreitung
Das Programm startete im ersten DVB-T-Multiplex des Polnischen Fernsehens, sowie in einigen Kabelnetzen. Weiterhin wurde das Programm über IPTV (z. B. bei Orange Polska) aufgeschaltet. Die Aufschaltung in weiteren Kabelnetzen soll schrittweise erfolgen. Weiterhin ist ein HbbTV-Portal geplant und die Verbreitung als Hybrid-Fernsehen. Über Satellit ist das Programm im Paket „Start+“ bei nc+ verfügbar.

## Monatsmagazin
Seit März 2015 erscheint eine gleichnamige Zeitschrift im Verlag Edipresse Polska. Herausgeberin ist Katarzyna Michalczak. Die Zeitschrift richtet sich mit einer Startauflage von 40.000 Exemplaren an Vor- und Grundschulkinder, sowie an Eltern. Inhalte sind Freizeitgestaltung, sowie Beratung und Begleitung bei der Entwicklung der Kinder. Umgesetzt wird das Konzept mit Geschichten, Comics, Rätseln und Englischlektionen. Gestaltet werden die Inhalte mithilfe der Protagonisten aus dem Fernsehprogramm. Obwohl der Start formal unabhängig von TVP unter der Marken- und Logolizenz erfolgte, soll das Magazin künftig im Rahmen einer Kooperationsvereinbarung zwischen Verlag und Sender weitergeführt werden.